# Сказки дядюшки Римуса
Ска́зки дя́дюшки Ри́муса (Ре́ма) — собирательное название ряда сказок американского писателя Джоэля Харриса, основанных на фольклоре рабов южных штатов США. Повествование ведётся от лица дядюшки Римуса (англ. Uncle Remus).

## Содержание
В оригинал входит ряд сборников, изданных в 1880—1948 годах, в частности:
- Uncle Remus: His Songs and His Sayings (1880)
- Nights with Uncle Remus (1883)
- Uncle Remus and His Friends (1892)
- The Tar-Baby and Other Rhymes of Uncle Remus (1904)
- Told By Uncle Remus: New Stories of the Old Plantation (1905)
- Uncle Remus and Brer Rabbit (1907)
- Uncle Remus and the Little Boy (1910)
- Uncle Remus Returns (1918)
- Seven Tales of Uncle Remus (1948)

На русском языке «Сказки дядюшки Римуса» впервые опубликованы в 1936 году в пересказе М. А. Гершензона и с тех пор множество раз переиздавались.

## История создания
Харрис стал писать отдельные истории про дядюшку Римуса в газетной колонке, когда начал работать в газете «Atlanta Constitution» и замещал другого редактора. Целью его рассказов было, как он сам говорил:
сохранить в неизменной форме забавные воспоминания об этом времени, которые, как это ни печально, будут наверняка искажены историками будущего

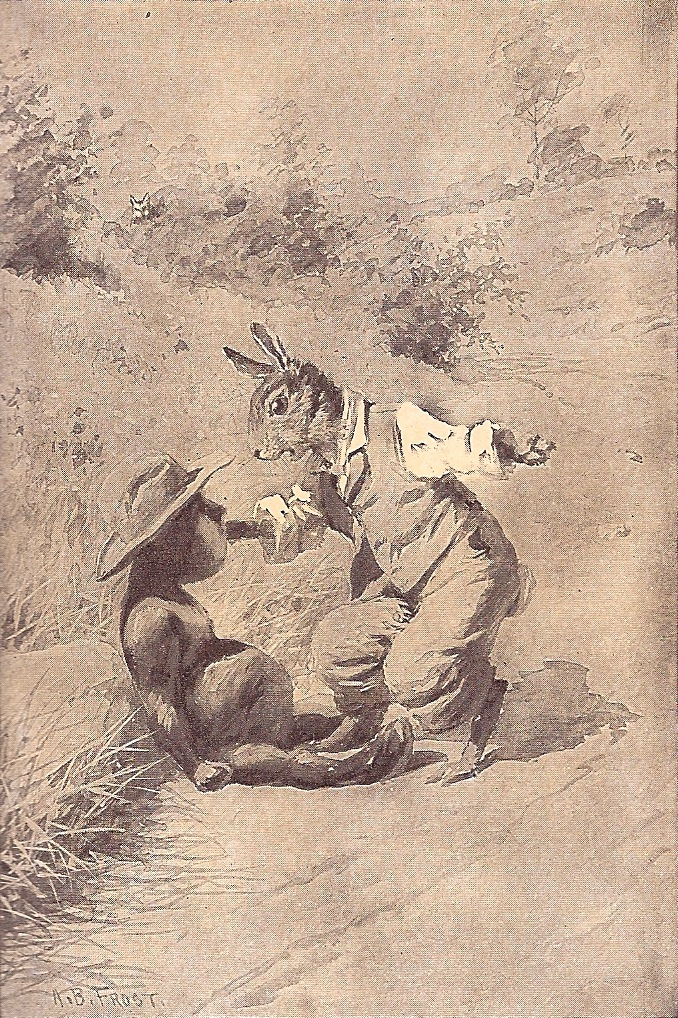
Смоляное Чучелко

20 июля 1879 года Харрис опубликовал «Историю г-на Кролика и мистера Лиса, как её рассказал дядюшка Римус» в «Atlanta Constitution». Это была первая из 34 басен, которые затем будут собраны в книге. Истории, в основном собранные непосредственно из афроамериканского фольклора, были новаторскими в использовании диалектной речи, выборе животных в качестве персонажей и в описании пейзажей.
Изначально Харрис не планировал писать сказки, но, когда прежний редактор покинул газету, Харрис решил продолжить это занятие. Он понял, что значение историй, услышанных им от рабов на плантации, велико, и принялся записывать истории, хотя эта работа оказалась для него непростой.
Персонаж сказок Братец Кролик — трикстер, использующий свою сообразительность, чтобы противостоять невзгодам, хотя это ему не всегда удаётся. Братца Кролика окружают друзья и враги, такие как Братец Лис, Братец Медведь, Братец Волк и другие. Эти истории очень не похожи на сказки в западной традиции: вместо единичного события в отдельной истории здесь рассказывается сага о существах, работающих на плантации с незапамятных времён.
Харрис говорил, что «Хижина дяди Тома» Гарриет Бичер-Стоу стала книгой, повлиявшей на выбор персонажей — рассказчика дядюшку Римуса и маленького мальчика. Прочитав это произведение в 1862 году, он сказал, что роман «оставил самые яркие впечатления в моей памяти по сравнению со всем, что я когда-либо читал».
Первая книга со сказками дядюшки Римуса была издана в конце 1880 года. Затем вышли в свет другие книги этого цикла. Последние три — уже после смерти автора.

## Отзывы
Сказки, общим числом 185, стали очень популярны как среди чернокожих, так и среди белых читателей. Мало кто за пределами Южных штатов слышал те диалекты, которые используются в сказках, Харрис был первым, кто добросовестно записал их. Для Севера Америки и зарубежных читателей рассказы стали «откровением перед неизвестным». Марк Твен в 1883 году писал о Харрисе, что «по части описания афроамериканского диалекта он единственный мастер в стране».
Истории познакомили международного читателя с американским Югом. Редьярд Киплинг писал в письме к Харрису, что сказки «как пожар охватили английские общественные школы… Мы обнаружили, что цитируем целые страницы Дядюшки Римуса, которые оказались вплетены в ткань школьной жизни».
Джеймс Уэлдон Джонсон назвал сборник историй «величайшим произведением фольклора, которое произвела Америка».

## Экранизации
Истории из «Сказок дядюшки Римуса» были экранизированы в анимационных фильмах «Песня Юга» (1946), «Чернокожие» (Coonskin, сатира Ральфа Бакши 1975 года) и «Приключения Братца Кролика» (2006), в венгерском мультсериале «Сказки дядюшки Римуса» (Rémusz bácsi meséi, 1967), а также в советских мультфильмах «Братец Кролик и братец Лис» (1972), «Новоселье у Братца Кролика» (1986).